# Stazione di Padova
La stazione di Padova (talvolta chiamata Padova Centrale, per distinguerla dalle altre stazioni minori cittadine) è la principale stazione ferroviaria della città. Situata sulla linea ferroviaria elettrificata Milano-Venezia, da essa si diramano le linee per Bologna, per Bassano e per Calalzo. All'impianto fa capo anche il collegamento con lo scalo di Padova Interporto.

## Storia

### Le origini

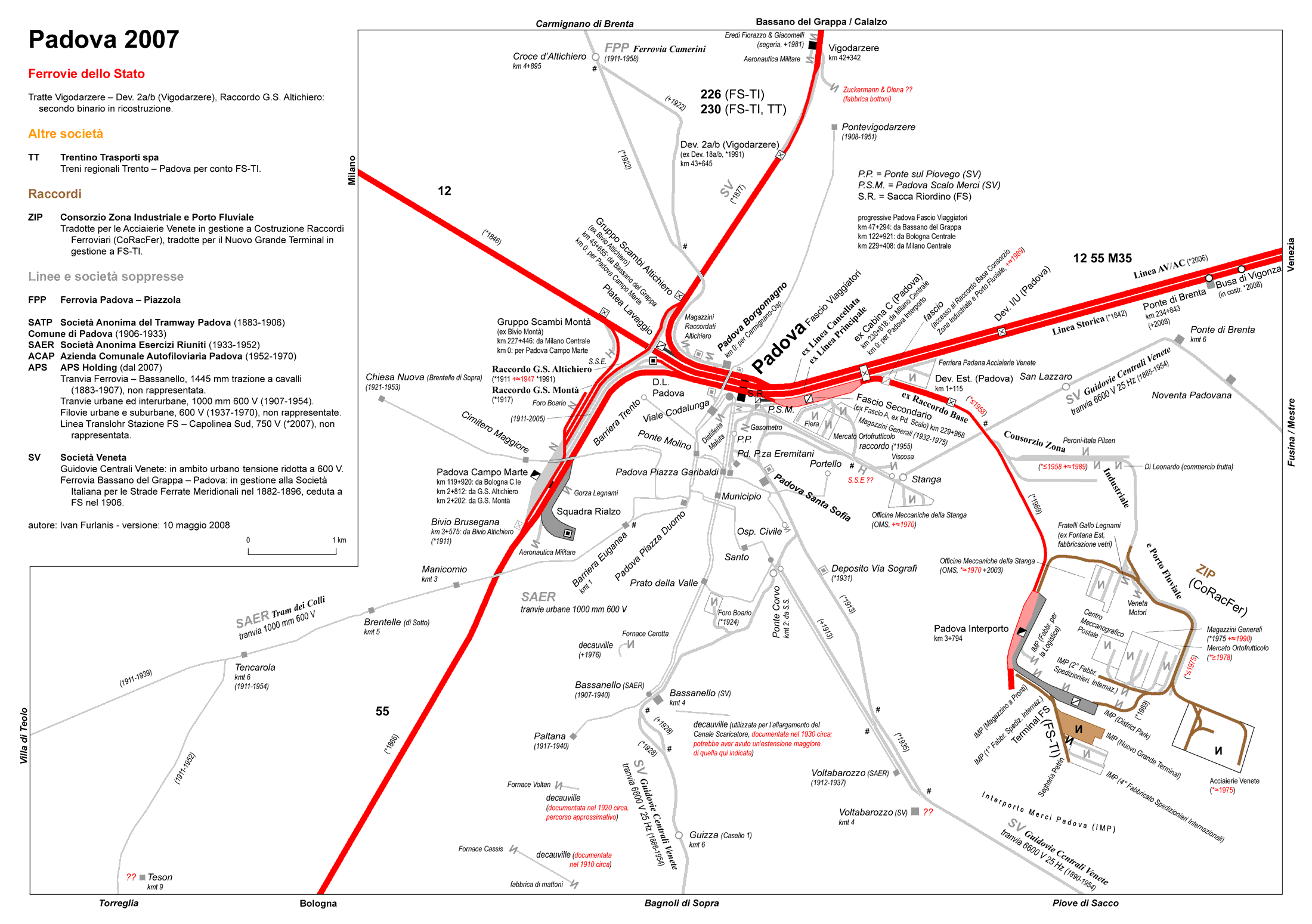
Mappa ferroviaria e tranviaria di Padova aggiornata al 2007

La stazione venne attivata il 3 dicembre 1842 in concomitanza con l'inaugurazione della ferrovia per Marghera, primo tronco della linea Milano-Venezia. La stazione si presentava quindi di testa, situazione solo provvisoria in quanto già l'11 gennaio 1846 la linea venne prolungata a Vicenza. In tali anni la concessione della ferrovia era affidata alla Società lombardo-veneta per la Ferrovia Ferdinandea (SFF), riscattata poi dal Regno Lombardo-Veneto nel 1852 che istituì una propria direzione denominata Ferrovia dello Stato Lombardo Veneto (FSLV).
La gestione statale durò solo al 14 marzo 1856, quando con apposita convenzione la Milano-Venezia venne data in gestione ad una società privata, la Società privilegiata delle strade ferrate lombardo-venete e dell'Italia Centrale del gruppo Rothschild, per poi passare alla Società per le Ferrovie dell'Alta Italia (SFAI) il 14 maggio 1865. Successivamente, con la convenzione del 1885, le linee afferenti a Padova entrarono nel novero della Rete Adriatica, concessa alla Società Italiana per le strade ferrate meridionali; il 1º luglio 1905 esse passarono poi nella rete delle Ferrovie dello Stato.
L'11 giugno 1866 Padova divenne stazione di diramazione con l'attivazione della tratta per Rovigo della costruenda linea Padova-Bologna, completata il 1º dicembre dello stesso anno. Successivamente, l'11 ottobre 1877, venne inaugurata anche la ferrovia Bassano del Grappa-Padova, relazione concessa alla Società Veneta (SV) che costruì un proprio deposito posto parallelamente ai marciapiedi dal lato opposto del fabbricato viaggiatori. La linea per Bassano venne gestita dalla Società Italiana per le strade ferrate meridionali tra il 1882 e il 1896, fermo restando la concessione alla SV, concessione poi revocata nel 1906 con il passaggio alle FS.
La SV fu anche la concessionaria delle tranvie interurbane gestite dalle Guidovie Centrali Venete (GCV): presso la stazione ferroviaria venne pertanto attivato uno scalo merci d'interscambio conosciuto con il nome di Padova Scalo Merci. Nel frattempo vennero realizzati alcuni raccordi al servizio di alcuni impianti industriali sorti nell'area, alcuni diramantesi dalla stazione di Padova, altri da Padova Scalo Merci (documentati il raccordo per il Gasometro e per la Distilleria Maluta posta all'angolo tra Via Trieste e Viale Codalunga); si pensò anche di spostare la stazione più ad est, approssimativamente nella zona dietro alla Fiera, per avere più spazio da destinare allo sviluppo sia degli impianti ferroviari veri e propri sia per l'edificazione di un quartiere commerciale ed industriale più efficiente.

La stazione ferroviaria di Padova nel 1917

Il 10 novembre 1911 venne attivato il Raccordo Bivio Altichiero tra l'omonimo bivio posto sulla ferrovia per Bassano del Grappa e la nuova stazione di Padova Campo Marte; tale tronco, lungo 2.812 km, era dotato inizialmente di doppio binario e scavalca la linea Milano - Venezia con un cavalcavia. Contemporaneamente entrò in servizio un terzo binario indipendente tra la stazione di Padova e Campo Marte. Seguì quindi, il 18 giugno 1917, un secondo raccordo, denominato Raccordo Bivio Montà, che collega da una parte sempre Padova Campo Marte e dall'altra il Bivio Montà sulla linea per Milano; dotato di un solo binario, è lungo 2.202 km.
Nel frattempo, il 2 aprile 1911 venne attivata la Ferrovia Padova-Piazzola (FPP); il progetto originario prevedeva l'attestamento di questa linea privata presso la stazione FS, ma a causa dei lavori di costruzione del Raccordo Bivio Altichiero che rendevano assai complicato l'innesto della FPP sulla linea FS per Bassano, si optò per la realizzazione di una stazione propria, denominata Padova Borgomagno. Venne dunque creato un transito tra i binari delle due amministrazioni, utilizzato esclusivamente dai treni merci.
Tra le due guerre mondiali lo scalo merci, da sempre posto a sudest del fabbricato viaggiatori, fu ampliato anche in virtù dell'attivazione dei raccordi con la Fiera, con i Magazzini Generali e con il Mercato Ortofrutticolo. In seguito a tali ampliamenti lo scalo divenne un impianto dotato di proprio ufficio movimento assumendo il nome ufficiale di Padova Scalo.

### La ricostruzione e la storia recente

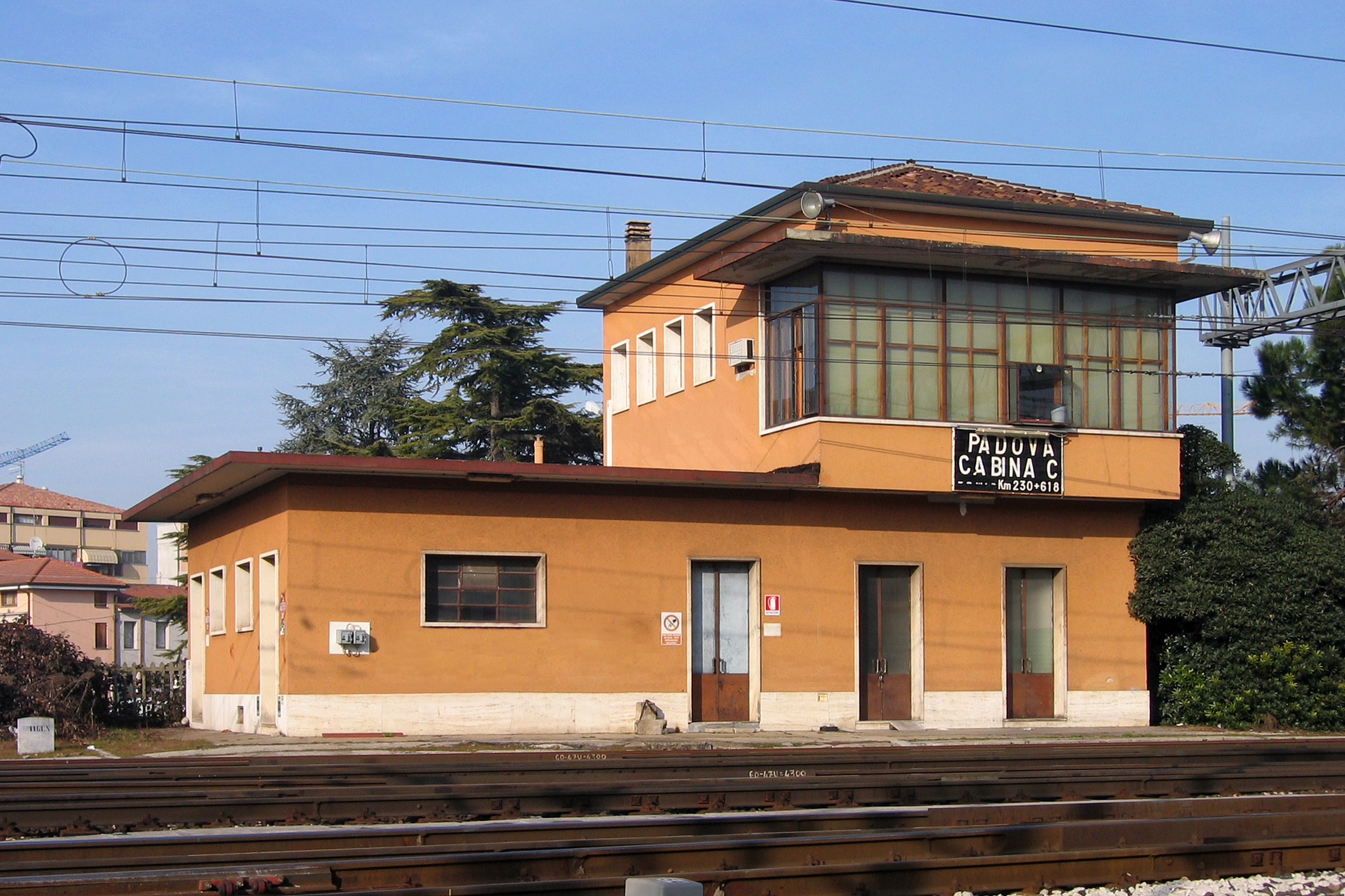
L'ex Cabina C, oggi demolita

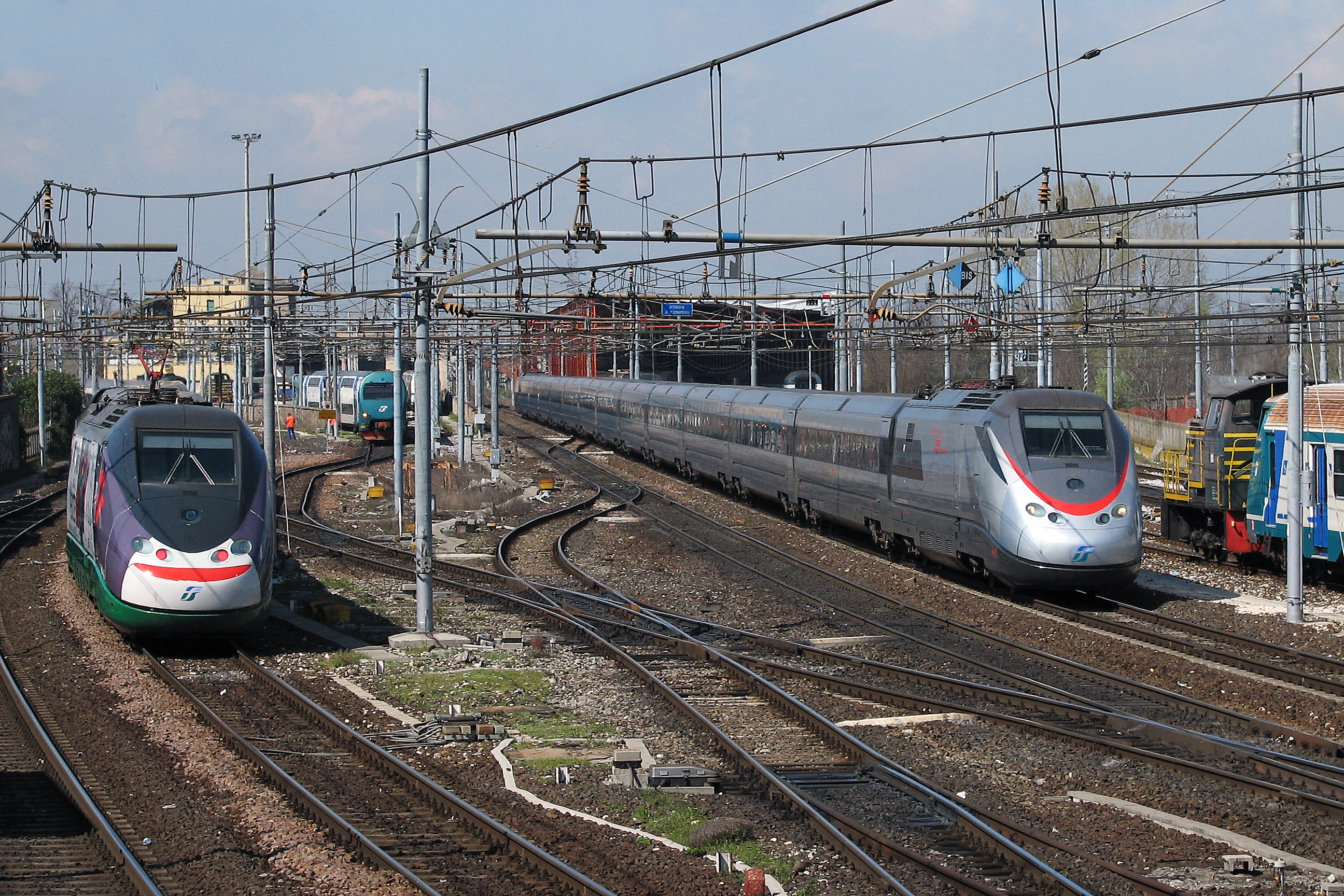
Vista della radice ovest durante un momento di traffico intenso

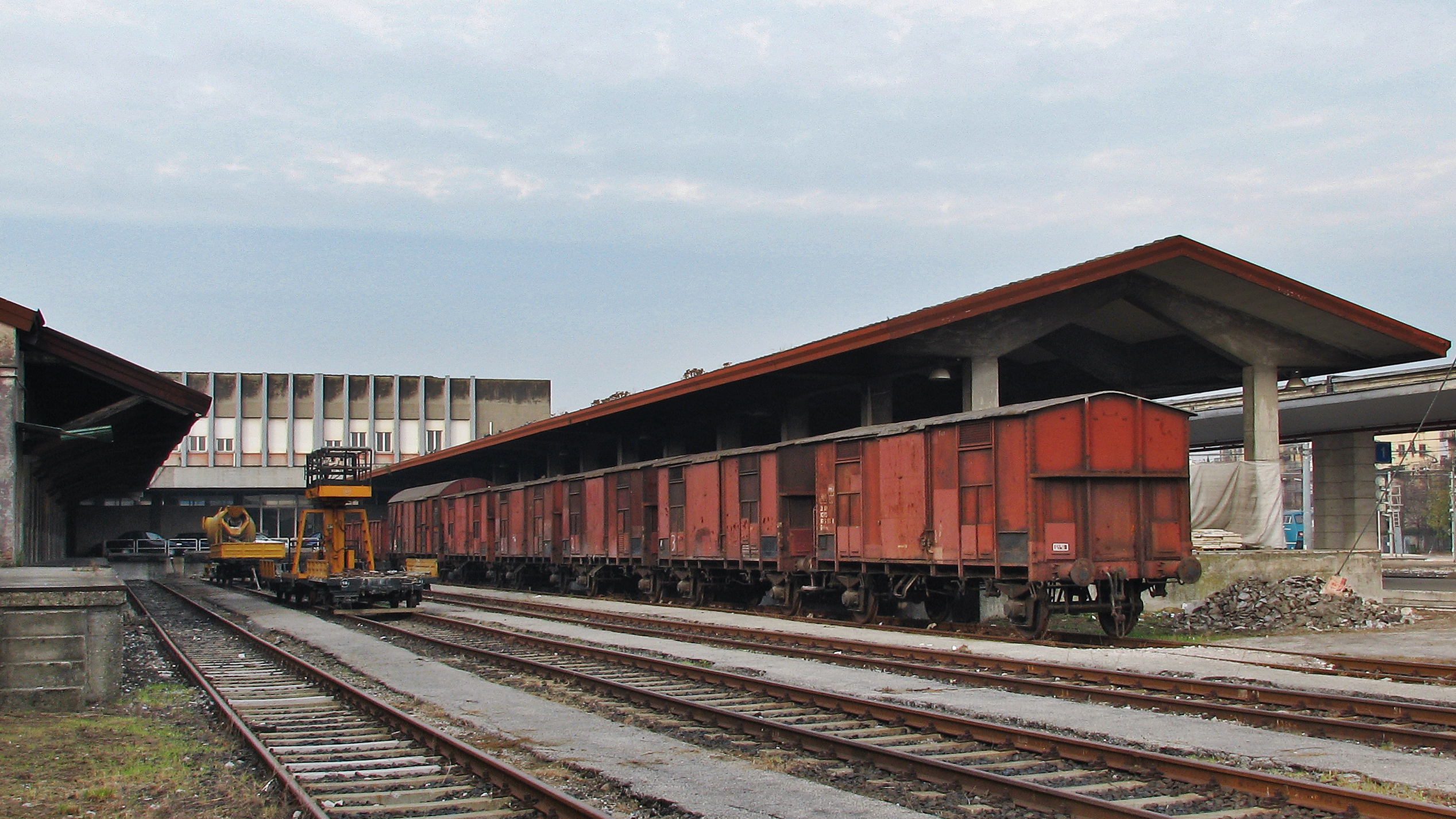
Vecchi carri accantonati nella Sacca Riordino della stazione di Padova

La seconda guerra mondiale causò numerosi danni alla stazione di Padova ed alle linee afferenti; rimase gravemente colpito anche il fabbricato viaggiatori che venne pertanto sostituito gradualmente dal complesso tuttora esistente, progettato dall'ing. Paolo Perilli e realizzato tra il 1949 e il 1953. Completamente distrutto il ponte sul Brenta sulla linea per Bassano, si decise di ricostruirlo provvisoriamente a binario unico al pari dell'intera tratta Padova - Vigodarzere e dell'afferente Raccordo Bivio Altichiero. Tale raccordo però venne usato in maniera assai sporadica: alcuni ferrovieri ricordano come venne utilizzato fino a circa il 1947 quasi esclusivamente per triangolare le locomotive a vapore che non potevano essere girate sulla piattaforma girevole. 
A parte tali aspetti negativi, la ricostruzione portò alcune novità nella struttura della stazione. Si decise innanzitutto di eliminare il vecchio Deposito Locomotive, ereditato a suo tempo dalla SV, per spostarlo nella sede attuale incuneandolo tra le linee per Milano e Bologna e dotandolo anche di un ingresso lato Campo Marte. Lo spazio ricavato dalla demolizione del vecchio DL venne utilizzato per ampliare il Fascio Viaggiatori portandolo a undici binari passanti (di cui però nove dotati di marciapiedi). Si valutò anche l'utilizzo della stazione FS da parte dei treni FPP ma la proposta non venne messa in pratica visto che la linea per Carmignano avrebbe chiuso il 31 dicembre del 1958. Inoltre arrivò per la prima volta la linea aerea con il completamento dell'elettrificazione della linea da Bologna avvenuto il 9 ottobre 1955 a cui seguì l'elettrificazione della Milano - Venezia.
Con la soppressione delle tranvie interurbane SV avvenute nel 1954, venne posato un binario lungo Via del Pescarotto tra i Magazzini Generali e il binario ex SV di Via Venezia per poter raccordare le Officine Meccaniche della Stanga che, altrimenti, sarebbero rimaste prive di accesso alla rete ferroviaria. Sempre nello stesso periodo venne realizzato un ulteriore raccordo al servizio della Ferriera Padana Acciaierie Venete mentre cominciò a prendere forma la rete dei raccordi della nuova Zona Industriale; questi nuovi raccordi andarono pian piano a sostituire i vecchi che si diramavano da Padova Scalo, chiusi tutti entro gli anni '80.
Il 9 maggio 1988 venne inaugurata l'elettrificazione della tratta Padova - Castelfranco Veneto, ultima linea afferente al nodo priva di linea aerea. Qualche anno più tardi, il 24 novembre 1991, si riattivò il Raccordo Bivio Altichiero provvisoriamente a binario unico; siccome la tratta da Padova a Vigodarzere era allora ancora tutta a semplice binario, si decise di non far confluire il Raccordo nella linea per Bassano nell'ex Bivio Altichiero, che quindi non venne al momento ripristinato, ma di spostare la confluenza più a nord praticamente sotto al sovrappasso dell'Autostrada A4 (Italia) ponendola sotto la giurisdizione della stazione di Vigodarzere.
Con la nascita della nuova stazione di Padova Interporto, inaugurata il 9 maggio 1988, cominciò il declino di Padova Scalo: già nel 1989 lo Scalo aveva perso lo status di stazione con la chiusura dell'Ufficio Movimento, contestuale assorbimento dell'impianto all'interno della stazione di Padova e ridenominazione in Fascio A; dopodiché, nel novembre 1991, cessò definitivamente il traffico merci in partenza ed arrivo, tutto spostato a Padova Interporto, rimanendo in uso come fascio di smistamento per l'inoltro di carri verso Padova Interporto lasciati dai merci in transito e viceversa nonché come zona di ricovero per alcuni treni passeggeri aventi origine e termine a Padova. Infine, con l'apertura della stazione di Cervignano Smistamento, tra gennaio e giugno 1997 cessò definitivamente l'uso del Fascio A per i servizi merci. Nel corso degli anni i binari destinati alla movimentazione delle merci vennero pian piano abbandonati e quindi rimossi; di tali binari sopravvive, oltre al Fascio A ribattezzato tra il 2004 e il 2005 Fascio Secondario, il gruppo di tronchini chiamato Sacca Riordino che serviva il magazzino merci, utilizzati per ricoverarvi vecchi carri ormai accantonati da numerosi anni nonché dai carrelli di servizio per la manutenzione delle linee.
I lavori di trasformazione dei binari tronchi della Sacca Riordino sono stati ultimati con l'apertura di due nuovi binari denominati 2 e 3 metropolitano (2METR, 3 METR) a servizio del Servizio Ferroviario Metropolitano Regionale (SFMR).
Essi sono serviti dalle navette dirette a Venezia Mestre e viceversa.

### Sviluppi previsti

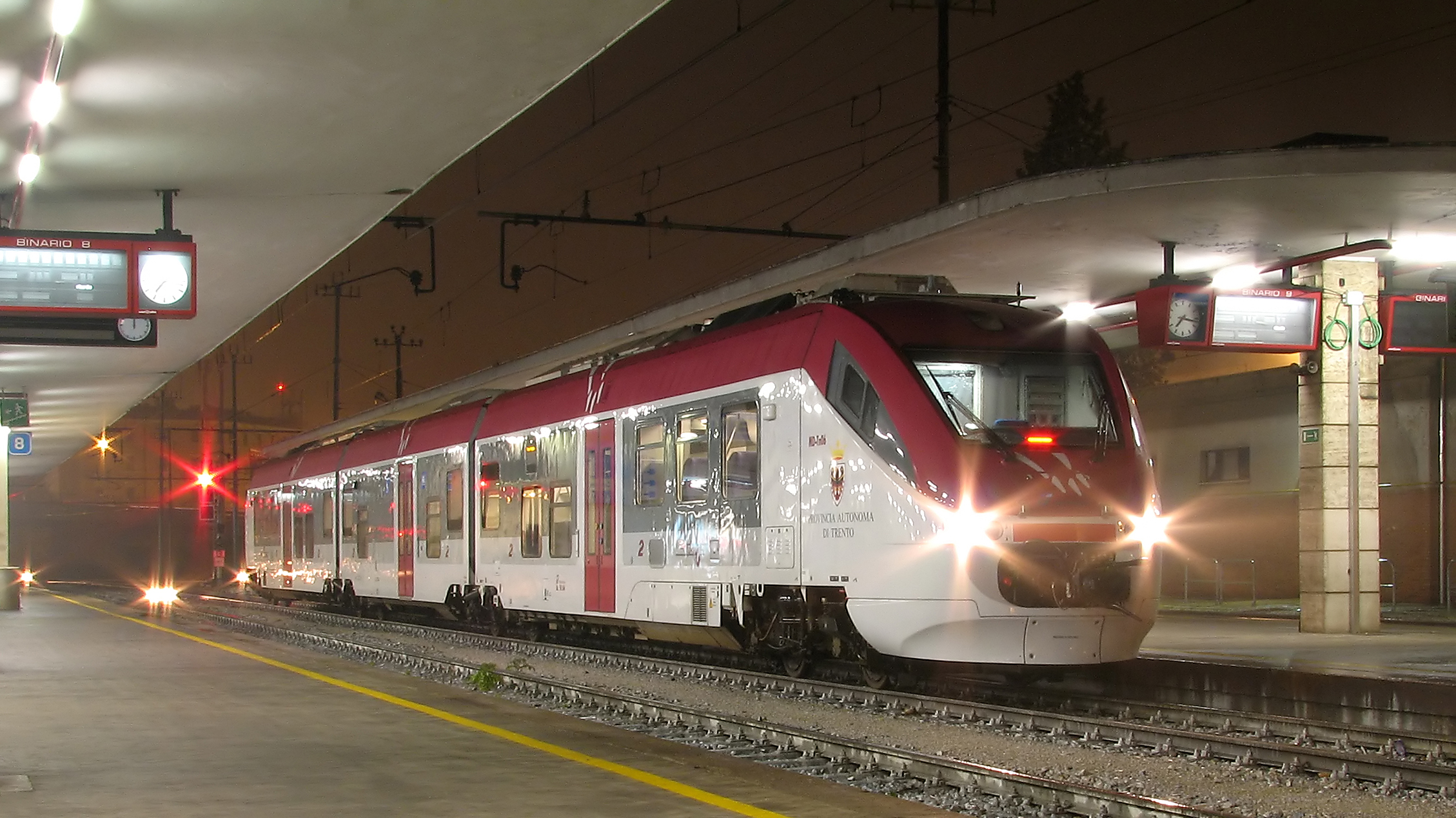
Il "Minuetto" MD-Tn 06 della Provincia Autonoma di Trento è appena giunto a Padova con un Regionale da Bassano del Grappa

Sempre nell'ambito del progetto SFMR è prevista la costruzione nell'ambito della stazione di Padova di una fermata denominata Padova San Lazzaro posta presso l'omonimo quartiere lungo i due binari della Linea Storica per Venezia tra i segnali di partenza e protezione esterni. Inoltre è in progetto la costruzione di una galleria a tre binari sotto al Fascio Viaggiatori da adibire come stazione per l'Alta Velocità, allorquando verrà costruita la linea AV/AC in direzione Milano.

## Strutture e impianti
La stazione si compone essenzialmente di:
- Fascio Viaggiatori con dieci binari passanti, di cui nove (dal I al III, dal V al X) dotati di marciapiede e il rimanente (XI) adibito alle manovre, nonché al ricovero dei treni, mentre il binario IV è stato rimosso;
- Fascio Metropolitano con due binari tronchi (numerati 2M e 3M), posti a sud del binario 1 all'estremità est della stazione, per i treni da e per Venezia che hanno qui origine o termine;
- Fascio Secondario (ex Fascio A, ex Padova Scalo), posto a sud della linea per Venezia, utilizzato esclusivamente come ricovero dei treni che hanno qui origine e termine. Anticamente si diramava da questo fascio binari il raccordo con le stazioni di Padova Scalo Merci e di Padova Santa Sofia;
- Deposito Locomotive, incuneato tra le linee per Milano e Bologna;
- Platea Lavaggio, posta a nord della linea per Milano, anch'esso adibito al ricovero di treni completi.

Sempre sotto all'impianto fanno capo il Gruppo Scambi Altichiero (ex Bivio Altichiero) e il Gruppo Scambi Montà (ex Bivio Montà), punto di confluenza dei due raccordi omonimi provenienti da Padova Campo Marte e che permettono ai treni merci provenienti da Bologna di proseguire senza manovre di inversione rispettivamente verso Camposampiero e Milano.
Gli impianti di sicurezza e segnalamento hanno avuto una continua evoluzione nel corso del tempo, tanto che si possono definire diversi momenti particolari, in cui si hanno notizie precise circa la conformazione degli impianti stessi.
Al 1912 l'impianto risultava dotato di:
- almeno 10 posti di manovra detti "Garette";
- Posto A, dotato di apparato Saxby;
- Posto B, dotato di apparato Saxby, corrispondente con la Garetta N°9;
- Cabina C, dotata di un Apparato Centrale Idrodinamico da 25 leve, con giurisdizione su tutto il lato Venezia, regolante l'accesso est al Fascio A ed al Fascio B: quest'ultimo aveva sei binari e si trovava a nord del Fascio Viaggiatori.

Nell'intero complesso il segnalamento era ad ali semaforiche sovrapposte con manovra a filo per i Posti A e B, manovra idrodinamica per la Cabina C;
I deviatoi sotto giurisdizione della Cabina C erano a manovra idrodinamica mentre i restanti tramite trasmissione rigida o a mano.
Con l'attivazione del Bivio Altichiero nel 1911, viene attivato un apparato Saxby a 10 leve; similmente col Bivio Montà nel 1917 viene attivato un altro apparato Saxby a 10 leve, per questi due apparati la manovra dei segnali ad ala era a filo mentre la manovra dei deviatoi era tramite trasmissione rigida.
A seguito degli investimenti realizzati per il traffico crescente durante la Prima Guerra Mondiale, al 1922 l'impianto risultava dotato di 5 cabine con Apparati Centrali Idrodinamici:
- Cabina A: ACI di tipo elevato da 100 leve, attivato il 20 marzo 1922, per il lato Bologna-Milano-Bassano;
- Cabina B: ACI di tipo basso da 25 leve, per l'accesso ovest al Fascio B;
- Cabina C: ACI di tipo elevato da 85 leve, per la sezione intermedia  della stazione tra le Cabine A ed E e l'accesso ovest al Fascio A;
- Cabina D: ACI di tipo basso da 21 leve, per la sezione intermedia del Fascio B tra le Cabine B ed E;
- Cabina E: ACI di tipo elevato da 25 leve, per il lato Venezia e l'accesso est al Fascio A e B, realizzata adeguando la già esistente Cabina C.

Nell'intero complesso il segnalamento era ad ali semaforiche a manovra idrodinamica con segnali a candeliere, per un totale di 71 segnali semaforici, con aggiunti 96 segnali di manovra ("dischetti bassi"). La manovra dei deviatoi era idrodinamica in grandissima parte con restante a mano, per un totale di 198 scambi.
A causa delle ingenti distruzioni della Seconda Guerra Mondiale, l'impianto è stato ridimensionato:
- Cabina A: ACI da 100 leve, assorbe anche l'area della ex-Cabina B;
- Cabina B: serratura con chiavi di risulta d'itinerario e 5 leve, ex-Cabina C e D, il Fascio B rimane non centralizzato;
- Cabina C: ACI da 25 leve, ex-Cabina E;
- PM 230: Posto di Movimento con istrumento di concessione consensi per l'ingresso al Fascio A dalla Cabina C.

Nell'intero complesso il segnalamento era ad ali semaforiche a manovra elettrica. 
La manovra dei deviatoi era idrodinamica in piccola parte, per il resto a mano con fermascambi a chiave.
Dal 1957-1958 fino al 2005 l'impianto è stato ammodernato notevolmente:
- Cabina A: Apparato Centrale Elettrico tipo SASIB a 54 leve e chiavi, attivato il 19 ottobre 1957, estese successivamente a 66 con la riattivazione del Bivio Altichiero e l'adeguamento dei binari dal VI al XI, il cui fabbricato, originale del 1916, si trova lungo Via Frà Paolo Sarpi;
- Cabina B: ACE tipo SASIB a 35 leve e chiavi, il cui fabbricato, già utilizzato per l'apparato precedente, era posizionato circa un centinaio di metri ad est dal termine del marciapiede del Binario I, il PM 230 dapprima separato è stato poi dismesso e assorbito sotto la giurisdizione di questa cabina.
- Cabina C: Apparato Centrale Elettrico a Itinerari tipo I 0/14 con pulsanti di Seconda Serie prodotti dalle Officine Meccaniche di Savona Servettaz-Basevi, attivato nel 1967, fino all'attivazione di questo apparato, il cui fabbricato di nuova realizzazione era posizionato lungo Via Jacopo D'Avanzo, è rimasto attivo il vecchio ACI;
- Bivio Montà: ACEI tipo I 0/14 con pulsanti di Seconda Serie prodotti dalle Officine Meccaniche di Savona Servettaz-Basevi e posizionato nella Cabina A, attivato nel 1966;
- Bivio Altichiero: ACEI tipo I 0/16 II Serie SDO con pulsanti di produzione Siliani, posizionato nella Cabina A, attivato nel 2002 (L'apparato tipo Saxby era stato dismesso ed il Bivio già soppresso nel 1965[7]).

L'intero impianto era dotato di segnalamento permanentemente luminoso, originariamente a candeliere e dal 1965 a luci sovrapposte.
La manovra dei deviatoi era elettrica o a mano con fermascambi a chiave.
La Cabina A è l'unica preservata a scopo museale grazie all'interessamento dell'associazione di appassionati Società Veneta Ferrovie, che ne sta curando il restauro e il ripristino degli apparati.
Tra il 26 e il 27 novembre 2005 gli apparati delle tre cabine vennero disattivati e sostituiti dal nuovo Apparato Centrale Computerizzato.
Per permettere l'ampliamento dei binari si decise per la demolizione delle cabine B e C: la Cabina B è stata demolita nella notte tra il 30 e il 31 maggio 2006, la Cabina C nella notte tra il 5 e il 6 luglio.

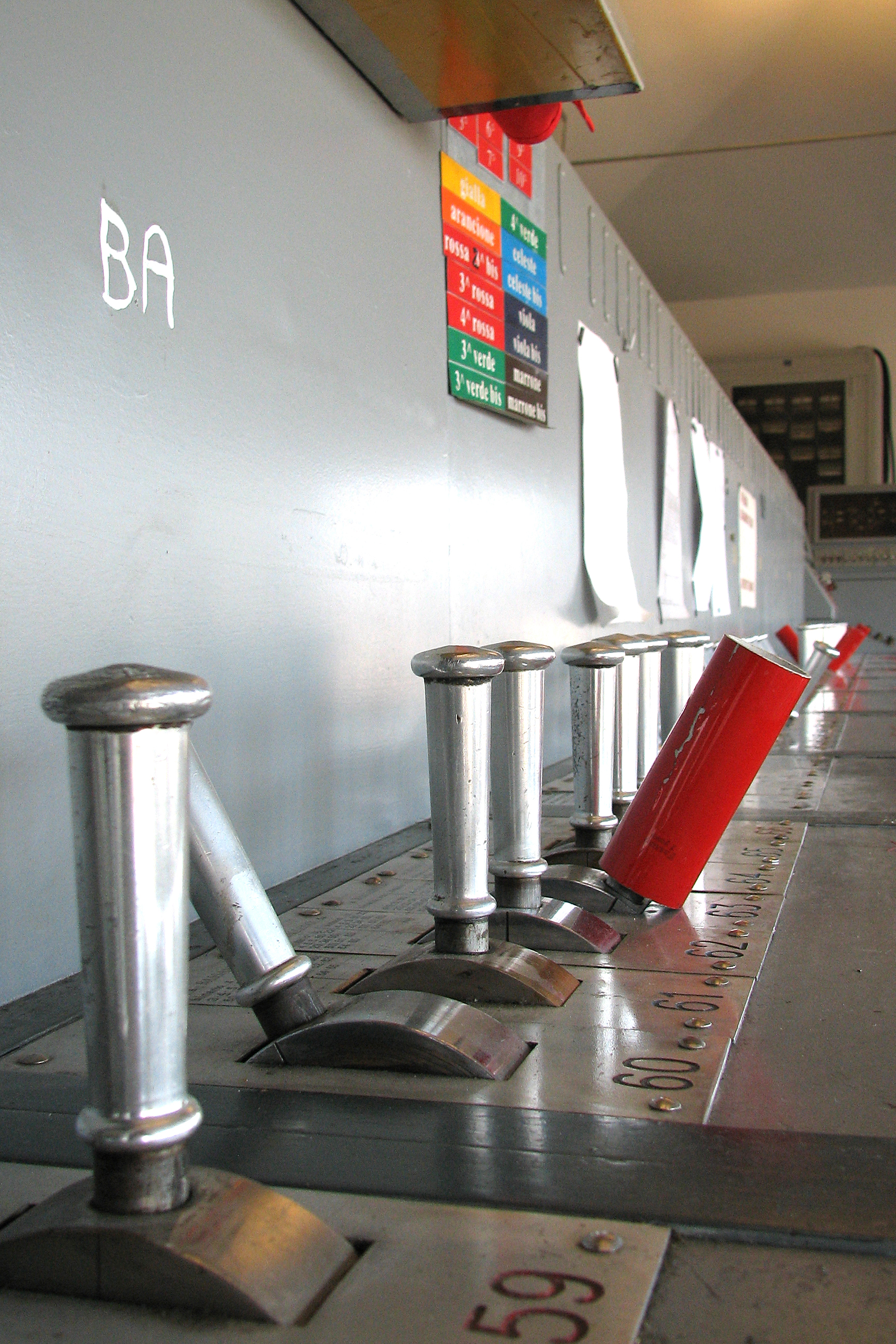
Particolare del banco ACE dell'ex Cabina A.
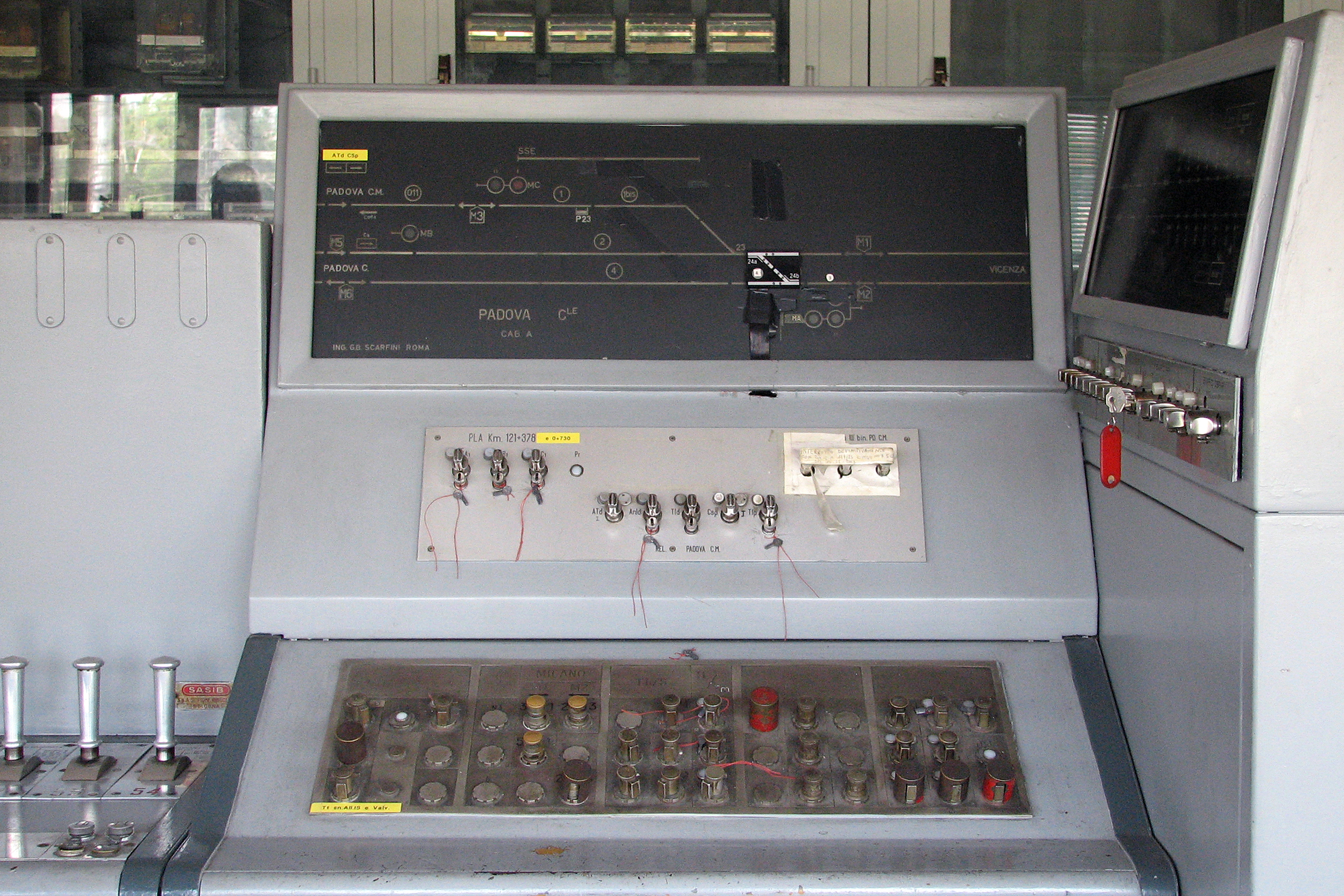
Il banco ACEI dell'ex Cabina A al servizio del Bivio Montà.
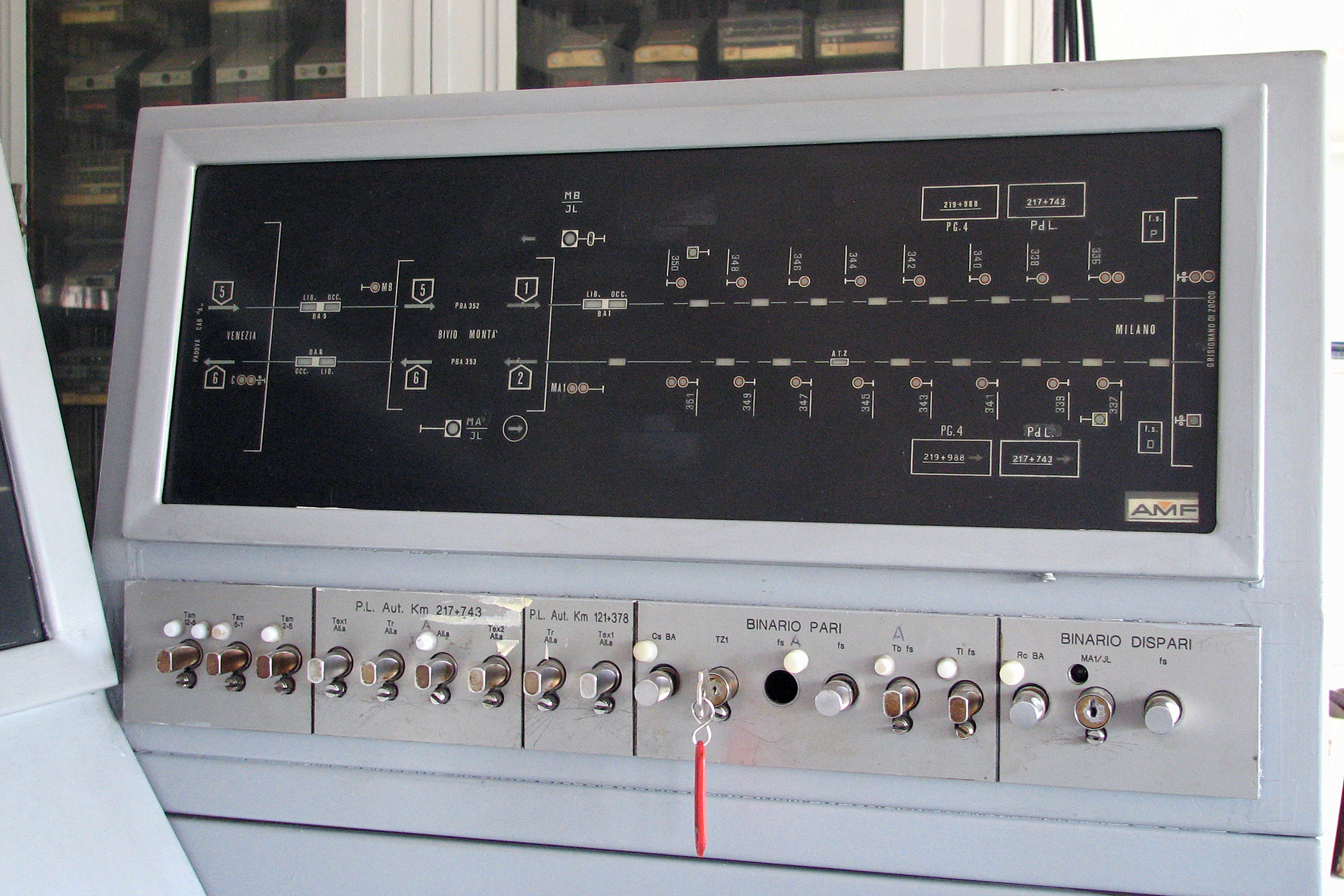
Banchetto per le ripetizioni relative al Blocco Automatico a correnti codificate della linea verso Grisignano di Zocco.
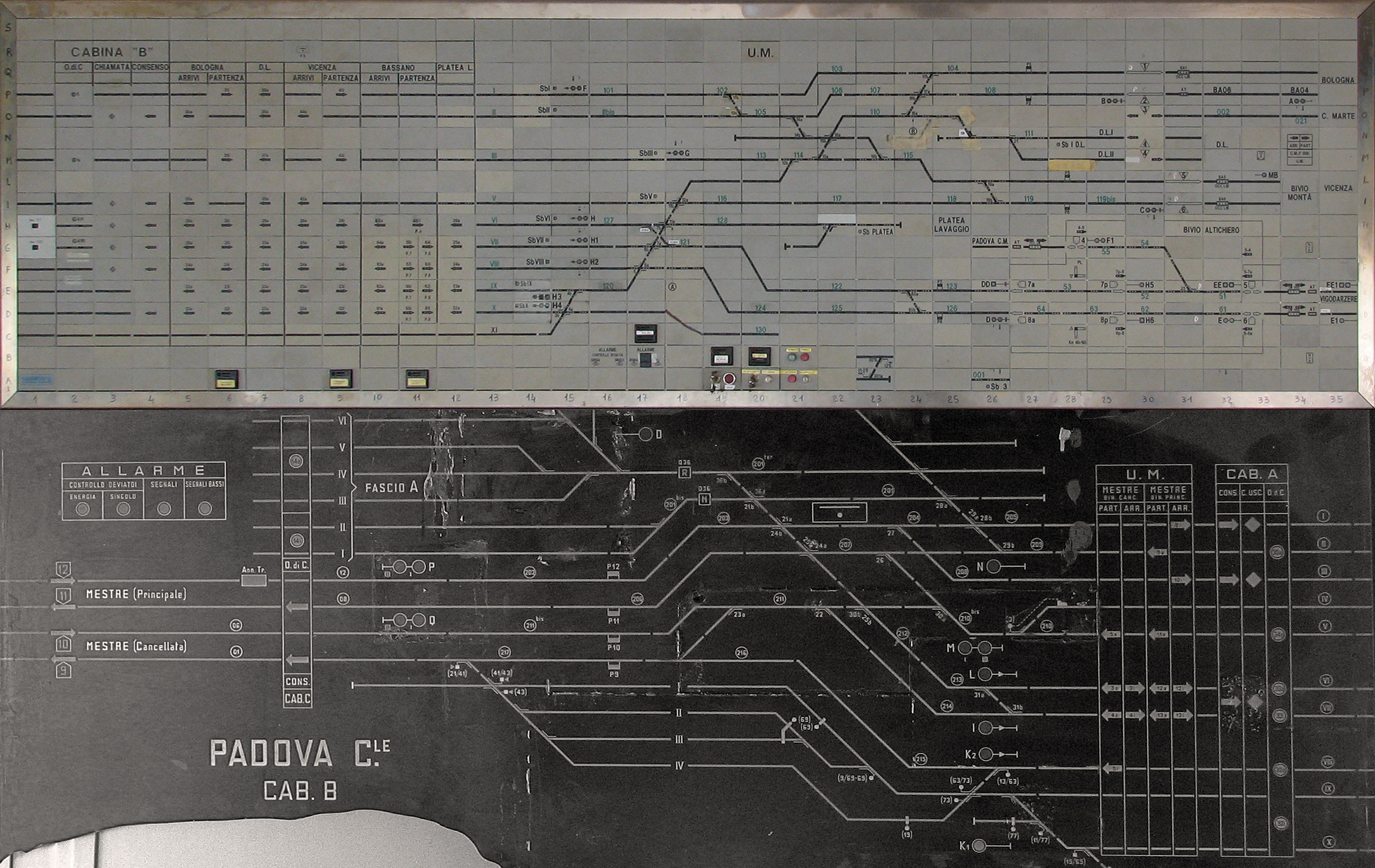
Quadri luminosi della ex Cabina A (in alto) e B (in basso).

## Movimento
Il traffico è di circa 450 treni al giorno, con relazioni passeggeri svolte da Trenitalia nell'ambito del contratto di servizio stipulato con la Regione Veneto e a lunga percorrenza, svolte da Trenitalia, Nuovo Trasporto Viaggiatori e da una joint venture formata da DB e ÖBB operato da Trenord.
Il traffico merci è curato da diverse società fra cui Trenitalia, Dinazzano Po, FFS Cargo, Rail Cargo italia, NordCargo, Sistemi Territoriali ma risulta di solo transito, essendo il servizio concentrato presso la stazione di Padova Interporto.

## Servizi
La stazione, classificata nella categoria “platinum", dispone di accesso Wi-Fi e offre i seguenti servizi:
- Bar
- Biglietteria a sportello
- Biglietteria automatica
- Deposito bagagli con personale
- Negozi
- Posto di Polizia ferroviaria
- Ristorante
- Sala d'attesa
- Servizi igienici
- Supermercato
- Ufficio postale

## Interscambi
Nel piazzale antistante la stazione ferroviaria, recentemente riqualificato, transitano o fanno capolinea le autolinee urbane e la tranvia di Padova gestite da Busitalia Veneto.
Dal 2010 è presente nelle adiacenze un'autostazione presso la quale fanno capolinea diverse linee extraurbane di Busitalia, Mom, SVT e ACTV con diverse destinazioni. Di particolare interesse i collegamenti verso l'aeroporto Marco Polo di Venezia servita da Busitalia con una linea dedicata, e verso l'aeroporto Canova di Treviso servita da MOM (linea 101 per Treviso).